# Waldburgangerhütte
Die Waldburgangerhütte ist eine Schutzhütte auf der Bodenwiese am Gahns in Niederösterreich.

## Lage
Die Waldburgangerhütte liegt am Südende der Bodenwiese zwischen Schwarzenberg und Saurüssel. Östlich oberhalb der Hütte stand bis 2015 die Schöberlwarte. (Der Name bezog sich auf die Hausspezialität der Hütte, nämlich Schöberl, eine Süßspeise.)

## Geschichte
Die Hütte wurde 1929 von Josef und Eva Zottel erbaut und ist seit jeher ein beliebtes Wanderziel. Ihr Name kommt daher, dass die Stelle, auf der sie steht, der Waldburganger genannt wird.

### Die Schöberlwarte
Die einstige Schöberlwarte wurde 1981 von Franz Zottel auf einer Seehöhe von 1200 m erbaut. Er erfüllte sich einen Kindheitstraum, weil er von dieser Stelle in seiner Jugend oft den Blick auf das Schwarzatal und den Semmering genoss. Aus Sicherheitsgründen wurde die Schöberlwarte 2015 abgetragen.

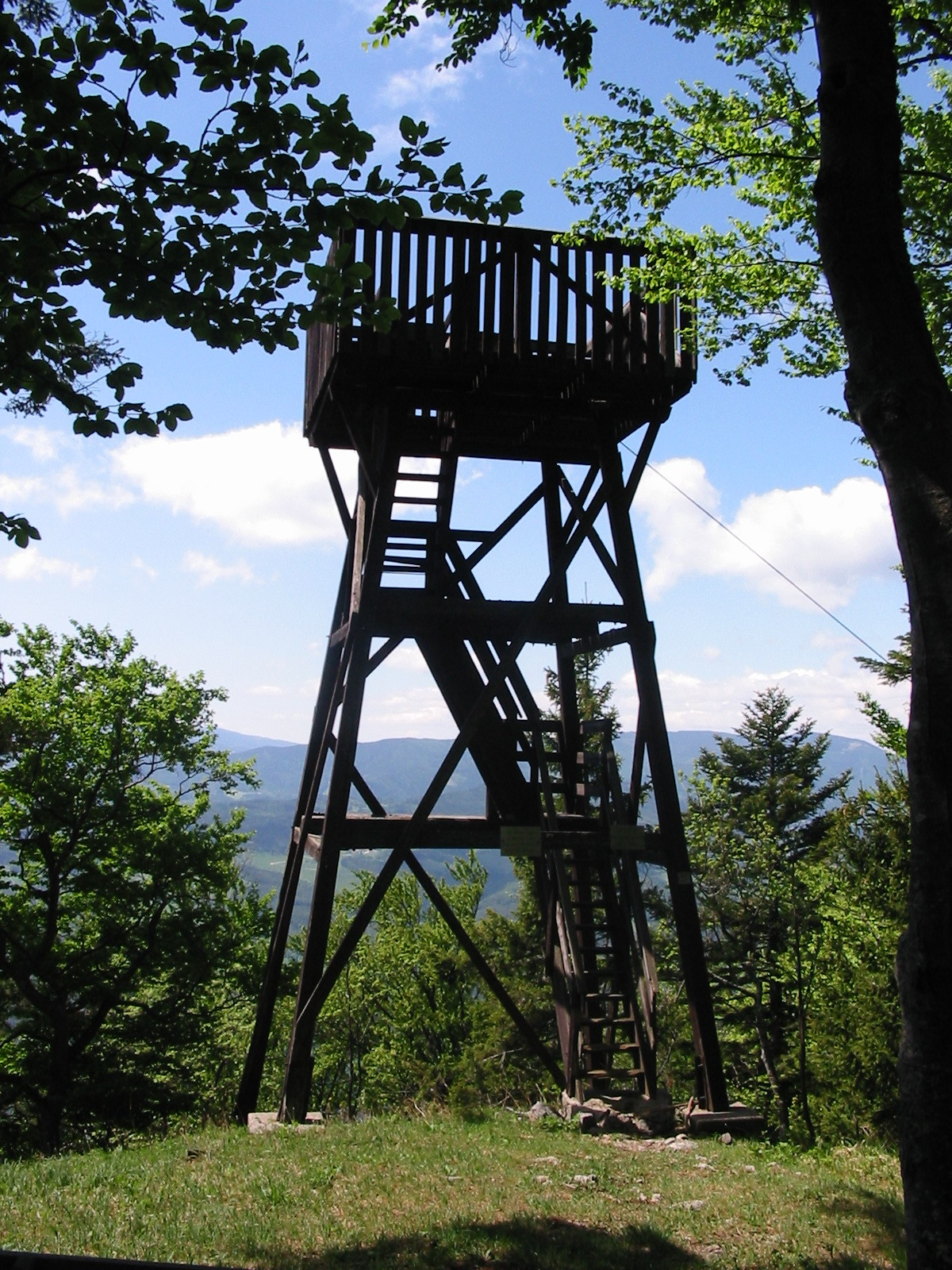
Die Schöberlwarte

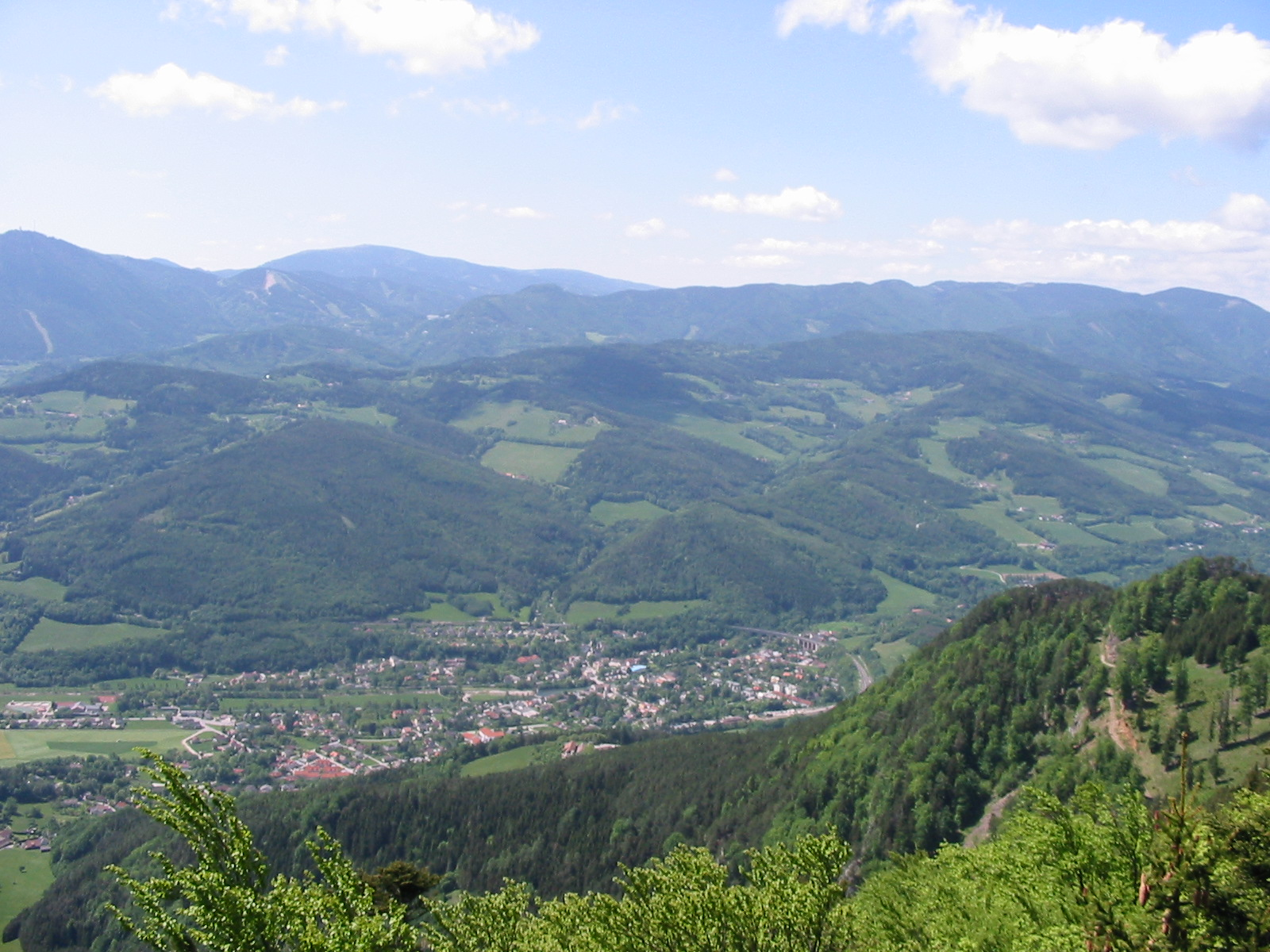
Blick von der Schöberlwarte

## Anreise
- Anreise per Zug: bis Bahnhof Payerbach-Reichenau an der Südbahn
- Anreise per Auto: bis Prigglitz, Reichenau oder Payerbach
- Anreise per Bus: bis Prigglitz, Reichenau und Payerbach

## Aufstieg
- Bahnhof Payerbach-Reichenau – Hochberger – Jubiläumsaussicht – Waldburgangerhütte, Gehzeit 1,5 Stunden (blaue Markierung)
- St. Christof – Obertal – Sched Kapelle – Waldburgangerhütte, Gehzeit 1,5 Stunden (gelbe Markierung)
- Prigglitz – Pottschacher Hütte – Schwarzenberg – Waldburgangerhütte, Gehzeit 2 Stunden (grün-rot-blaue Markierung)
- Bürg-Vöstenhof – Auf dem Hals – Antonibild – Große Waldwiese – Bodenwiese – Waldburgangerhütte, Gehzeit 2,5 Stunden (rote-blaue-Markierung)
- Station Baumgartner (Schneebergbahn) – Krummbachsattel – Alpleck – Luxboden – Bodenwiese – Waldburgangerhütte, Gehzeit 1,5 Stunden (rot-blaue Markierung)
- Reichenau – Schneedörfl – Gebirgsjäger Gedächtnisweg – Saurüssel – Waldburgangerhütte, Gehzeit 2,5 Stunden (rot-gelbe Markierung)

## Übergang zu anderen Hütten
- Pottschacherhütte
- Naturfreundehaus Knofeleben
- Schutzhütten am Schneeberg